# Birgit Aschmann
Birgit Aschmann (Amburgo, 8 gennaio 1967) è una storica tedesca.
Specializzata nella storia spagnola del diciannovesimo e del ventesimo secolo, ad aprile 2011 è stata nominata ordinario di storia europea del XIX secolo all'Università Humboldt di Berlino.

## Biografia
Dal 1986 al 1989, Birgit Aschmann iniziò gli studi in medicina, che interruppe dopo tre anni per iscriversi all'università Christian-Albrecht di Kiel ad un corso che prevedeva insegnamenti di storia, tedesco e spagnolo.
Durante gli anni universitari, soggiornò per lunghi periodi a Madrid, Malaga e Guayaquil (in Ecuador). Laureatasi nel '95,  nei tre anni successivi completò il dottorato  con una dissertazione sulle relazioni fra la Spagna franchista e la Germania occidentale al tempo del Wirtschaftswunder, che fu poi adattata per la pubblicazione col titolo Treue Freunde ...?: Westdeutschland und Spanien 1945 bis 1963.
Dal 1998 al 2000, collaborò come ricercatrice accademica presso l'Istituto universitario di storia moderna e contemporanea dell'Università di Kiel, dopo aver ottenuto una docenza nel '98. Nei cinque anni seguenti, rimase a Kiel come consulente didattica (Akademische Rätin), al termine dei quali fu promossa assistente di ricerca senior.
Fino al 2010, focalizzò il proprio impegno per il conseguimento dell'abilitazione alla docenza, che ricevette infine per una tesi dal titolo "La gloria della Prussia e l'onore della Germania: il discorso sull'onore nazionale nella costruzione della guerra franco-prussiana " (in tedesco: Preußens Ruhm und Deutschlands Ehre. Der nationale Ehrdiskurs im Vorfeld der preußisch-französischen Kriege im 19. Jahrhundert).

Nello stesso periodo, pubblicò uno scritto inerente all'equilibrio fra rischio calcolato e sfera emotiva nella leadership politica del XIX e del XX secolo.
Nel 2010, Birgit Aschmann fu nominata titolare di una cattedra di insegnamento di Storia moderna e contemporanea a Kiel. Il 1º aprile 2011, si trasferì all'Università Humboldt di Berlino in qualità di docente di Storia dell'Europa del XIX secolo, succedendo a Wolfgang Hardtwig.